# Wiktorowice
Wiktorowice est une localité polonaise de la gmina de Kocmyrzów-Luborzyca, située dans le powiat de Cracovie en voïvodie de Petite-Pologne.